# Ostericum crassum
Ostericum crassum är en flockblommig växtart som först beskrevs av Takenoshin Nakai, och fick sitt nu gällande namn av Masao Kitagawa. Ostericum crassum ingår i släktet Ostericum och familjen flockblommiga växter. Inga underarter finns listade i Catalogue of Life.